# Nwakuna Friday
Nwakuna Friday ist ein ehemaliger nigerianischer Fußballspieler.

## Karriere
Nwakuna Friday stand von 2009 bis 2010 bei Phnom Penh Crown in Kambodscha unter Vertrag. Wo er vorher unter Vertrag stand, ist unbekannt. Der Verein aus Phnom Penh spielte in der ersten Liga, der Cambodian League. 2010 feierte er mit dem Verein die kambodschanische Meisterschaft. Wo er 2011 spielte, ist unbekannt. 2012 verpflichtete ihn der kambodschanische Erstligist Boeung Ket Rubber Field. Mit dem Verein wurde er Meister des Landes und mit 20 Toren Torschützenkönig der Liga. 2013 stand er bei Kirivong Sok Sen Chey in Takeo unter Vertrag. Die Saison 2014 spielte er beim Erstligisten Angkor Tiger in Siem Reap.
Am 1. Januar 2015 beendete er seine Karriere als Fußballspieler.

## Erfolge
Phnom Penh Crown
- Cambodian League: 2010

Boeung Ket Rubber Field
- Cambodian League: 2012

## Auszeichnungen
- Cambodian League: Torschützenkönig 2012 (20 Tore/Boeung Ket Rubber Field)